# Cameron Pilley
Cameron Pilley, né le 27 octobre 1982 à Yamba, est un joueur professionnel de squash représentant l'Australie. Il atteint, en janvier 2011, la 11e place mondiale sur le circuit international, son meilleur classement,. Il est champion d'Australie en 2005.
Cameron Pilley détient le record du monde pour la plus grande vitesse d'une balle de squash. En octobre 2011, il accélère la balle à 281,6 km/h à l'US Open. Il  succède ainsi à son compatriote John White qui possédait un record de 273,5 km/h. En avril 2015, il  améliore son record en le portant à 284,8 km/h.

## Biographie
En juillet 2015, il se marie avec la joueuse danoise Line Hansen et en mars 2017, elle annonce qu'elle est enceinte de leur premier enfant. Sa cousine Donna Urquhart est également joueuse professionnelle de squash,. Avec celle ci, il remporte les Jeux du Commonwealth en 2018.
Il se retire du circuit professionnel en décembre 2019.

## Palmarès

### Titres
- Open des Pays-Bas : 2010
- Championnats d'Australie : 2005

### Finales
- Hong Kong Open : 2015
- Australian Open : 4 finales (2004, 2007, 2009, 2015)
- Open des Pays-Bas : 2 finales (2008, 2009)
- Canary Wharf Squash Classic : 2008
- Malaysian Open Squash : 2006
- Championnats du monde par équipes : 2007